# Вылегжанина, Тамара Измайловна
Тамара Измайловна Вылегжанина (род. 16 июня 1950 года в Ейске) — советский и украинский деятель культуры, библиотековед. Генеральный директор Национальной библиотеки Украины имени Ярослава Мудрого (2004—2022). Заслуженный работник культуры Украины (2005).

## Биография
В 1971 году окончила Краснодарский государственный институт культуры. Трудовую деятельность начала в том же году в Казахской ССР в должности заведующей научно-методического отдела областной библиотеки для детей; впоследствии возглавила первую в области Центральную библиотечную систему. С 1977 по 1980 работала научным сотрудником научно-методического отдела Государственной библиотеки им. В. И. Ленина (ныне Российская государственная библиотека).
Переехав в 1980 году в УССР, работала в Государственной республиканской библиотеке для детей (ныне Национальная библиотека Украины для детей) в должности заведующей отдела обслуживания (с 1985 года).
В Национальной библиотеке имени Ярослава Мудрого работает с 1987 года на должностях: заведующей отдела координации функционирования библиотек различных типов и видов (1987—1990); заведующей отдела обработки фондов и организации каталогов (1991—2000); заместителя генерального директора по формированию документных ресурсов и библиотечно-информационного сервиса (2000—2004). В 2004 году была назначена генеральным директором, занимала должность до конца ноября 2022 года.
Автор многочисленных работ по проблемам библиотеко- и библиографоведения. Главный редактор профессионального журнала «Библиотечная планета» (с 2004).
Инициатор, автор и разработчик информационно-поискового тезауруса — первого на Украине универсального по содержанию украиноязычного терминологического словаря. Он вышел в печать в 2004 году вместе с программным обеспечением на CD.
Была вице-президентом Украинской библиотечной ассоциации, с 2018 года — член экспертного совета УБА. Заслуженный работник культуры Украины (2005), полный кавалер ордена княгини Ольги.

## Труды
- ВИЛЕГЖАНІНА Т. Публічні бібліотека України на зламі століть : вибр. ст. / Т. Вилегжаніна; добір матеріалів та упоряд.: С. Басенко, З. Савіна; відп. ред. З. Савіна ; НПБУ. — Київ, 2015. — 272 с. : іл., табл., фот. — Бібліогр. в кінці ст. — ISBN 978-966-7547-66-0.
- Координация и инициатива: (Обзор деятельности обл. универс. науч. б-к республики в системе межведомств. взаимодействия в 1986—1987 гг.) — К., 1988;
- Доповнення і виправлення до бібліотечно-бібліографічної класифікації: Табл. для мас. б-к: Рекомендації. — К., 1992. — У співавт.;
- Доповнення і виправлення до бібліотечно-бібліографічної класифікації: Табл. для обл. б-к: Рекомендації. — К., 1992. — У співавт.;
- Предмети дискусії каталогізаторів: Ідея створення системи класифікаторів галуз. наук // Тези ХХV звіт. наук. конф. проф.-викл. складу і аспірантів ф-ту бібл.-інформ. систем за 1993—1994 навч. рік. — К., 1994. — С. 29-31. — У співавт.;
- До питання про необхідність створення класифікаторів за галузями знань, їх стандартизації та використання в інформаційно-пошукових системах України // Національна бібліографія України: стан і тенденції розвитку: Матеріали міжвідом. наук. конф., 12-14 квіт. 1994, Київ. — К., 1995. — С. 139—141;
- Про актуальні питання розвитку каталогізації в бібліотеках України // Бібліотечно-бібліографічні та інформаційно-пошукові системи: Тези міжнар. наук. конф. — К., 1995. — С. 68-69;
- Каталогізування у виданнях: стан і перспективи // Вісн. Книжк. палати. — 1996. — № 1/2. — С. 11-12;
- Роздуми про сучасний стан і майбутнє класифікаційних систем в Україні // Вісн. Книжк. палати. — 1996. — № 4. — С. 8-9. — У співавт.;
- Проблеми створення національного авторитетного файлу предметних рубрик у бібліотеках України // Проблеми вдосконалення каталогів наукових бібліотек: Матеріали Міжнар. наук. конф., Київ, 14-17 жовт. 1997 р. — К., 1997. — С. 71-72;
- Проблеми переходу на уніфіковану предметизацію у Національній парламентській бібліотеці України // Бібліотека і читач на порозі ХХІ сторіччя: Зб. наук. пр. — К., 1998. — С. 64-69;
- Проблема розробки та використання інформаційно-пошукових мов (ІПМ) в Україні // Бібліотеки та асоціації в світі, що змінюється: Нові технології та нові форми співробітництва: Матеріали 5-ї ювіл. Міжнар. конф. «Крим-98». — Судак, 1998. — Т. 2. — С. 491—493;
- Про створення «Словника предметних рубрик Національної парламентської бібліотеки України»: (Пошук шляхів вирішення пробл.) // Бібл. планета. — 1999. — № 2. — С. 14-15; Сільськогосподарські книги: Поточ. бібліогр. покажч. Вип. 1. — К., 1999. — У співавт.;
- Організаційно-технологічні проблеми електронної каталогізації // Бібліотеки в інформаційному суспільстві: Матеріали наук.-практ. конф., присвяч. 100-річчю Хмельниц. ОУНБ ім. М. Островського. — Хмельницький, 2001. — С. 32-35;
- Лінгвістичне забезпечення для створення уніфікованого пошукового образу та пошукового запиту документа // Електронні ресурси бібліотек: За підсумками Всеукр. наук.-практ. конф. дир. держ. та обл. універс. б-к, 14-17 жовт. 2003 р. — Кіровоград, 2003. — С. 126-134. — У співавт.;
- Інформаційно-пошуковий тезаурус. — Донецьк, 2004. — 1104 с. — У співавт.;
- Інформаційно-пошуковий тезаурус як інструмент індексування документів // Бібл. планета. — 2004. — № 3. — С. 4-5;
- Бібліотеки: технології і люди // Бібл. планета. — 2004. — № 4. — С. 4-6;
- Публічні бібліотеки України в інформаційному просторі: правові аспекти діяльності // Інформаційні ресурси: створення, використання, доступ: Матеріали ІІ Міжнар. наук.-практ. конф. «INFORMATION — 2005». — К., 2005. — С. 3-10;
- Гаранти рівного доступу до інформації: [Про модель публ. б-ки ХХІ ст.] / Бесіду з дир. б-ки Т. І. Вилегжаніною вела І. Медина // Уряд. кур'єр. — 2005. — 23 берез. — С. 5;
- До питання створення центру корпоративної каталогізації: підхід і перспективи // Бібл. планета. — 2005. — № 1. — С. 15-18. — У співавт.;
- Національна парламентська бібліотека України: шляхами розвитку // Бібліотека і книга у контексті часу: Зб. наук. ст. Міжнар. наук.-практ. конф., 11-13 трав. 2006 р., м. Київ. — К., 2006. — С. 43-53;
- Те ж саме // Бібл. планета. — 2006. — № 2. — С. 4-7;
- Україна в інформаційно-бібліотечному просторі // Бібл. планета. −2006. — № 3. — С. 4-6;
- Національна парламентська бібліотека України: шляхами розвитку // Бібліотеки України загальнодержавного значення: історія і сучасність: Зб. ст. — К., 2007. — С. 26-40;
- Національна парламентська бібліотека України // Ювіляри України: Події та особистості ХХІ століття. — К., 2011. — Вип. 5. — С. 272—273.